# 交響曲第5番 (メンデルスゾーン)
交響曲第5番ニ長調(ニ短調)op.107は、フェリックス・メンデルスゾーンが1830年に作曲した交響曲。実際には『交響曲第1番』の次に作曲されている。『宗教改革（ドイツ語: Reformation）』の標題を持ち、これは初版の際に出版社によって付されたものである。
曲のモチーフにルター作曲のコラール『神はわがやぐら』、そしてドイツの賛美歌『ドレスデン・アーメン』が用いられているのが特長である。アウクスブルクの信仰告白の300周年を記念して作曲された。しかし生前には1回演奏されたのみで、1868年に初めて出版された。第1番から第4番までの出版が先行したために「第5番」の番号が付されている。若書きながら、既にシンフォニストとして完成の域に達したことを告げる堂々とした交響曲であり、現在ではこのジャンルにおける作曲者の最初の成功作とされている。

## 経緯
自らも熱心なルター派信者だったメンデルスゾーンは1829年12月にこの曲の作曲を開始した。彼はベルリンにおける翌年6月の300年祭でこれを演奏するつもりであったが、健康を害したために5月までかかってしまい、実行委員会による決定には間に合わず、300年祭に演奏されることはなかった。これについてはまた、彼がユダヤ系であったことが委員に二の足を踏ませ、あるいは他の有力候補者がいたことによるともいわれる。
メンデルスゾーンはこの作曲が終わるとすぐに演奏旅行に出た。まずライプツィヒでこれを演奏しようとしたが、写譜の遅れにより間に合わなかった。その後ミュンヘン、イタリア、パリでの演奏を計画したがことごとく失敗し、出版もできなかった。1832年にベルリンへ戻って改訂し、初めて演奏にこぎつけた。その後この曲の再演は1868年まで行われなかった。メンデルスゾーンの存命中、何度も自身によって改訂されたが、最後まで本人は納得できず、「楽譜を破り捨てたいくらい、気に入らない」と述べたとされている。

## 楽器編成
| 木管 | 木管         | 金管 | 金管          | 打    | 打  | 弦   | 弦 |
| ---- | ------------ | ---- | ------------- | ----- | --- | ---- | -- |
| Fl.  | 2            | Hr.  | 2 (D管、B管)  | Timp. | ●   | Vn.1 | ●  |
| Ob.  | 2            | Trp. | 2 (D管、Es管) | 他    |     | Vn.2 | ●  |
| Cl.  | 2 (C管、B管) | Trb. | 3             | 他    | Va. | ●    |    |
| Fg.  | 2, Cfg. 1    | 他   | セルパン 1    | 他    | Vc. | ●    |    |
| 他   |              | 他   | セルパン 1    | 他    | Cb. | ●    |    |

古典的な二管編成だが低音部にコントラファゴットとセルパン（現在はチューバで代用）が指定されている。

## 曲の構成
第1楽章　Andante(ニ長調、4/4拍子) - Allegro con fuoco (ニ短調、2/2拍子)、序奏付きソナタ形式。
壮麗な序奏主題が厳かに奏され、不協和なぎこちなさを見せながら繰り返されてゆく。やがて、管楽器がミサの祈りをとなえるような句を奏でる部分へ入り、弦楽器にわき上がるように「ドレスデン・アーメン」が現れる。これが繰り返されて消えると、主部へ入る。まず第一主題がフォルテで奏されるが、これは序奏部で既に暗示されていたものである。ひとしきり発展を見せた後、第二主題が伸びやかに現れる。これを扱った後、小結尾がきて提示部が終わる。展開部では両主題が華々しく展開され、終わりに序奏部の「ドレスデン・アーメン」が現れ、再現部を導入する。再現部の第一主題は落ち着いた雰囲気で、厳かに再現される、大して発展はせずに第二主題が続き、小結尾は再現されずにコーダに入る。第一主題の断片が繰り返されるうちに小結尾が合わさり、最後に第一主題を力強くトゥッティで奏して曲は閉じられる。

第2楽章　Allegro vivace (変ロ長調 3/4拍子)、三部形式。
軽快なスケルツォ主題が、踊るように奏されて始まる。やがて発展して輝かしく扱われて進行する。トリオはト長調となり、優美に現れる。

第3楽章　Andante (ト短調2/4拍子)、自由な形式。
叙情的な歌曲風の主要主題が第一ヴァイオリンによって奏でられる。曲の終わりには第1楽章の第二主題が現れる。わずか54小節の短い楽章で、切れ目なく次の楽章へ続いているので、第四楽章への序奏としてもとらえることが出来る。

第4楽章　Choral：Ein' feste Burg ist unser Gott、 Andante con moto - Allegro vivace (以上ト長調 4/4拍子) - Allegro maestoso (ニ長調、4/4拍子)、自由なソナタ形式。
Andante con motoの序奏で始まるが、コラール「神はわがやぐら」と冒頭で記されているように、ここではルターが1529年に作曲したと言われるコラールの旋律がフルートで歌い出される。このコラール主題を扱いながらAllegro vivaceへテンポを速め、そのままニ長調のAllegro maestosoの主部へつながる。第一主題第一句は壮麗で力強いものだが提示部でしか取り扱われない。続く第二句も生き生きとしたもので力強い、その後発展的部分となり、フガートが闘争的に現れる。第二主題がリズミカルに提示され、ひとしきり発展すると提示部が終わる。この楽章に展開部は存在せず、直ちにコラール主題の後半部分が現れ、やがて第一主題第二句がほぼ原型通り再現される。フガートの再現は非常に展開的で、展開部が存在しないのを補っている。その上にコラール主題前半が現れ、第二主題の型どおりの再現が続く。そのままコーダに入り、コラール主題が力強く壮大に奏されて全曲を締めくくる。

## その他
メンデルスゾーンがこの曲で引用した『ドレスデン・アーメン』は、ワーグナーの楽劇『パルジファル』においても「聖杯の動機」として用いられている。